# Sinkang Shan
Sinkang Shan es una montaña en Taiwán, con una altura de 3 335 m. Es parte del parque nacional de Yushan, que incluye las montañas Siouguluan, Mabolasih, Dafenjian, Yu Shan, y Guan